# Черноногий харакопигус
Черноногий харакопигус (лат. Characopygus modestus) — вид стеблевых пилильщиков (Cephidae) из надсемейства Cephoidea. Россия. Редкий вид, включённый в Красные книги России.

## Распространение
Эндемик России. Степи Южного Урала и Южной Сибири. Вид обнаружен в виде единичных находок в Иркутской и в Оренбургской областях.

## Описание
Длина тела 9,5 мм. Тело стройное, блестящее, чёрного цвета. Крылья перепончатые, прозрачные (передний край буровато-жёлтый). Усики и жвалы чёрные. Ноги в основании чёрные (бёдра), голени и лапки желтовато-рыжие. Кончик брюшка на шестом-седьмом сегментах с жёлтыми боковыми пятнами. Обитают в степях Азии (Приуральские и Балаганские степи). Биология не исследована.
Вид был впервые описан в 1931 году Д. П. Довнар-Запольским.

## Охранный статус
Вид внесен в Красную книгу России (категория 2 — сокращающийся в численности вид) и некоторые региональные охранные списки: Красную книгу Оренбургской области (список) и Красную книгу Иркутской области.
Причина исчезновения и редкости — распашка целинных степных участков, в которых обитал данный вид, а в приангарье затопление Братским водохранилищем.